# Книга Праведного
«Книга Праведного», «Книга доблестного» (др.-евр. סֵפֶר הַיׇּשׇׁר‬ — «Сефер га-Яшар», др.-греч. Βιβλίον τοΰ εύθοΰς; лат. liber iuotorum)), упоминается также как «Книга Яшар» или «Книга Яшер» — одна из древнейших еврейских книг, давно утраченная. Предполагается, что это был сборник героических поэм и гимнов, составленный в раннеизраильскую эпоху. Книга упоминается в Библии. 

## Упоминания в Танахе
Эта книга дважды упоминается в Танахе (библейском Ветхом Завете):
- в описании битвы при Гаваоне, в связи с остановкой солнечного движения, приводится отрывок из одной песни с указанием, что он взят из книги Праведного:

…Не это ли написано в книге Праведного: «стояло солнце среди неба и не спешило к западу почти целый день»?Оригинальный текст (др.-евр.)הֲלֹא הִיא כְתוּבָה עַל סֵפֶר הַיָּשָׁר וַיַּעֲמֹד הַשֶּׁמֶשׁ בַּחֲצִי הַשָּׁמַיִם וְלֹא אָץ לָבוֹא כְּיוֹם תָּמִים— Нав. 10:13
- также в плаче Давида по Саулу и Ионафану:

…и повелел научить сынов Иудиных луку, как написано в книге Праведного, и сказал:Оригинальный текст (др.-евр.)וַיֹּאמֶר לְלַמֵּד בְּנֵי יְהוּדָה קָשֶׁת הִנֵּה כְתוּבָה עַל סֵפֶר הַיָּשָׁר— 2Цар. 1:18
Септуагинта в первом случае упускает ссылку на «Книгу Праведного», a во втором месте она называет её «Βιβλίον τõυ Εύθούς».
Энциклопедический словарь Брокгауза и Ефрона допускает, что на этот или подобный сборник указывается в Книге Чисел, где говорится о «Книге браней Господних» («Потому и сказано в книге браней Господних» (Чис. 21:14)).
Вопрос, к какой именно книге относятся упоминания книги סֵפֶר הַיׇּשׇׁר‬ в тексте Танаха был предметом длительных дискуссий; многие комментаторы Писания предполагали, что под этим наименованием подразумевается одна из книг, вошедших в Танах. Мнение средневекового комментатора Леви бен Гершома о том, что речь идёт о отдельной книге, потерянной, возможно, во время Вавилонского пленения, со временем возобладало.

## Гипотезы о содержании
По мнению учёных-библеистов, это был сборник религиозных гимнов, сочинённых, либо записанных разными авторами в разное время по поводу важнейших событий жизни еврейского народа. Возможно, своё название книга получила по тому, что в ней воспевались деяния доблестных, праведных и благочестивых героев, например, победа Иисуса Навина над аморреями. Связанная с плачем Давида на смерть Саула и Ионафана библейская отсылка к «Книге», позволяет предположить, что этот плач входил в неё под заглавием «Лук», и что другие песни также имели наименования. Существует также предположение, что это был ежегодно обновляемый летописный сборник, а своё название он мог получить за честность и точность автора-хрониста.

## Претенденты
Существует несколько книг под этим названием. Некоторые из них претендовали на идентичность утраченной библейской книге, но все они либо являются прямыми подделками, либо составлены намного позже библейских времён.
Наибольшую известность получил текст The Book of Jasher, впервые опубликованный в 1751 году в Лондоне, и известный как Pseudo-Jasher. Издатель Джейкоб Айлив сообщал, что он публикует найденную некоторое время тому назад рукопись — перевод утерянной библейской книги, сделанный в VIII веке Алкуином из Нортумбрии. Книга предварялась предисловием от лица переводчика (Алкуина), где повествовалось об истории обнаружения Алкуином в персидском городе Газна оригинальной рукописи, находившейся там со времён Вавилонского плена. Содержание книги представляло собой сочинения на темы библейской истории от Адама до эпохи Судей, написанное от лица несуществующего в Книге Судей судьи Яшера. Некоторые места из книги являются парафразами библейского текста, но основное содержание, по-видимому, сочинено самим Айливом. Книга была популярна, хотя почти сразу после опубликования была объявлена фальшивкой. В 1829 году этот же текст с мелкими изменениями был переиздан в Бристоле, под видом впервые издаваемой рукописи перевода Алкуина, и без упоминания Айлива. Книга была немедленно объявлена неуклюжей фальшивкой и вызвала крупный скандал; несмотря на это, она была очень популярна и широко обсуждалась до конца XIX века. Этот же текст был переиздан в 1934 в Санта-Барбаре орденом розенкрейцеров.
В 1625 году в Венеции на иврите вышла книга Сефер га-Яшар, представлявшая собой мидраш на темы библейской истории от Адама до эпохи Судей. В предисловии к книге объявлялось, что исходная анонимная рукопись была спасена из Иерусалима во время разрушения Второго Храма. Ни в этом предисловии, ни в предисловии издателя не делалось прямых попыток заявить претензию на соответствие библейской книге; однако и содержание предисловия, и строение самого текста, по мнению исследователей, показывают наличие такого замысла. Сохранились крайне резкие высказывания раввина Леоне да Модена, ставящие эту книгу в контекст «фальшивого авторства»; учитывая, что да Модена входил в цензурный комитет Венеции, вполне возможно, что прямое отождествление с библейской книгой содержалось в тексте, но было снято по его требованию. Хотя относительно этой книги существовали несколько версий отождествления её с другими сочинениями, практически никто не считал её оригинальной библейской книгой.
1840 в Нью-Йорке вышел английский перевод мидраша Сефер га-Яшар. Книга была озаглавлена «The Book of Jasher: Referred to in Joshua and Second Samuel», с явной отсылкой к библейской книге; при этом издатель прямо не заявляли претензию на соответствие библейской книге, подчёркивая лишь, что исходная рукопись является «исключительно старой» и используя обороты вроде «мы не можем ни утверждать, ни отрицать боговдухновенность этой книги»; переводчик же в своём предисловии заявлял, что за исключением нескольких сомнительных мест эта книга в целом — несомненна та же, что упоминается в Библии; второе издание включало в себя отзывы, как подвергающие сомнению, так и подтверждающие возможность идентичности с утерянной библейской книгой. Широкое распространение получило переиздание этой книги, сделанное в 1887 году в Солт-Лейк-Сити мормонами; хотя Церковь Иисуса Христа Святых последних дней никогда официально не объявляла книгу подлинной, это издание фигурирует в составленном списке «библейских утерянных книг».